# 连续大Q埃尔米特多项式
连续大Q埃尔米特多项式是以基本超几何函数定义的正交多项式

{\displaystyle H_{n}(x;a;q)=a^{-n}\;_{2}\phi _{1}\left({\begin{matrix}q^{-n}&ae^{I\theta }&ae^{-I\theta }\\0&0\end{matrix}};q,q\right)}
{\displaystyle x=cos(\theta )}

## 极限关系
令阿拉-萨拉姆-迟哈剌多项式 b=0,即得[[连续大Q埃尔米特多项式}}

令连续大Q埃尔米特多项式 a=0,即得连续埃尔米特多项式

## 图集
|  |  |  |

|  |  |  |